# موراي كارديف
موراي كارديف هو سياسي كندي، ولد في 10 يونيو 1934 في هورن أيست في كندا، وتوفي في 31 أكتوبر 2013 في Listowel, Ontario ‏ في كندا. نشط حزبياً في الحزب الكندي التقدمي المحافظ. وقد انتخب عضو مجلس العموم الكندي.